# Přídolí
Přídolí (en allemand : Priethal) est un bourg (městys) du district de Český Krumlov, dans la région de Bohême-du-Sud, en République tchèque. Sa population s'élevait à 698 habitants en 2020.

## Géographie
Přídolí se trouve à 5 km au sud-est de Český Krumlov, à 24 km au sud-ouest de České Budějovice et à 145 km au sud de Prague.
La commune est limitée par Český Krumlov au nord, par Mirkovice au nord-est, par Věžovatá Pláně à l'est, par Rožmitál na Šumavě au sud-est et au sud et par Větřní à l'ouest.

## Géologie
Le village a donné son nom à une époque ou série géologique de l'échelle internationale des temps géologiques : le Pridoli qui est la dernière du système Silurien dans l'ère Paléozoïque.

## Histoire
La première mention écrite du village date de 1216. Přídolí a reçu le statut de městys le 23 avril 2009.

## Administration
La commune se compose de huit quartiers :
- Dubová
- Práčov
- Přídolí
- Sedlice
- Spolí
- Všeměry
- Zahořánky
- Záluží